# Rhyacophila pemba
Rhyacophila pemba är en nattsländeart som beskrevs av Schmid 1970. Rhyacophila pemba ingår i släktet Rhyacophila och familjen rovnattsländor. Inga underarter finns listade i Catalogue of Life.